# Renée Faure
Renée Faure (4 de noviembre de 1919 – 2 de mayo de 2005) fue una actriz teatral, cinematográfica y televisiva de nacionalidad francesa.
Nacida en París, Francia, su nombre completo era Renée Paule Nanine Faure.
Faure, que fue miembro del jurado del Festival de Cannes de 1953, falleció en 2005 en Clamart, Francia, a causa de las complicaciones surgidas tras una intervención quirúrgica. Fue enterrada en el Cementerio de Meudon.

## Filmografía
- 1941: L'Assassinat du Père Noël, de Christian-Jaque: Catherine Cornusse
- 1942: Le Prince charmant, de Jean Boyer: Rosine
- 1943: Des jeunes filles dans la nuit, de René Le Hénaff: Mademoiselle Barfleur
- 1943: Les Anges du péché, de Robert Bresson: Anne-Marie Lamaury, con Silvia Monfort
- 1944: Béatrice devant le désir, de Jean de Marguenat: Béatrice
- 1945: François Villon, de André Zwoboda: Catherine de Vauselles
- 1945: Sortilèges, de Christian-Jaque: Catherine Fabret
- 1946: La Grande Aurora-La Grande Aurore, de Giuseppe Maria Scotese: Anna Gamba
- 1947: Torrents, de Serge de Poligny: Sigrid
- 1948: La Chartreuse de Parme, de Christian-Jaque: Clelia Conti
- 1948: L'Ombre, de André Berthomieu: Denise Fournier
- 1949: On n'aime qu'une fois, de Jean Stelli: Danièle
- 1952: Adorables Créatures, de Christian-Jaque: Alice
- 1953: Koenigsmark, de Solange Térac: Mélusine de Graffendried
- 1954: Raspoutine, de Georges Combret: Véra
- 1956: Le Sang à la tête, de Gilles Grangier: Mademoiselle
- 1957: Bel Ami, de Louis Daquin : Madeleine Forestier
- 1958: Cargaison blanche, de Georges Lacombe: Mme Ploit
- 1959: Rue des prairies, de Denys de La Patellière: Me Surville
- 1961: Le Président, de Henri Verneuil: Mademoiselle Milleran
- 1966: Les Sultans, de Jean Delannoy.
- 1974: Madame Bovary, de Pierre Cardinal.
- 1976: El juez y el asesino, de Bertrand Tavernier: Mme Rousseau
- 1979: Un Neveu silencieux, de Robert Enrico.
- 1982: Ombre et secrets - corto - de Philippe Delabre
- 1985: L'Amour en douce, de Edouard Molinaro.
- 1988: The Little Thief, de Claude Miller : Mère Busato
- 1989: Dédé, de Jean-Louis Benoît: la abuela
- 1991: À la vitesse d'un cheval au galop, de Fabien Onteniente.
- 1992: L'Inconnu dans la maison, de Georges Lautner: Fine
- 1997: La Vie intérieure, de Eddy Geradon-Luyckx
- 1998: Homère, la dernière odyssée, de Fabio Carpi: Eugénie